# Леко (породица)
Леко је српска породица цинцарског порекла. Потомци Марка Лека су санитетски пуковник др Владан Ђорђевић, председник министарског савета (владе), министар просвете и вера и привреде, градоначелник Београда, сенатор, проф. др Марко Т. Леко, проф. др Александар М. Леко, проф. др Димитрије М. Леко, архитекта Димитрије Т. Леко, бригадани пешадијски генерал Јован Т. Леко, краљев ађутант, као и унук др Владана Ђорђевића четнички артиљеријски капетан Јован Дероко.

## Порекло
Породица Леко пореклом је из Влахоклисуре, данас Клисура у Македонији, северна Грчка. Леко, као и друге цинцарске породице, иселила из данашње северне Грчке због турских погрома над православним становништвом, које су спроводили полуаутономни Албанци под командом Али-паше Јањинског. Породица Леко настанила се прво у аустријском царству, тј. данашњој Војводини, у Белој Цркви.
За крсну славу узели су Светог Тому. Изабран је Томиндан због тога што је на тај дан крајем XIX века др Марко Т. Леко био први који је изнео идеју са град Београд снадбева са изворишта на Макишу, што је прихватила председавајућа међународна комисија, чиме су постављени темељи за модеран градски водовод.
Породица се доселила у Београд крајем 1820. или почетком 1821.

## Марко Леко
Марко Леко из Влахоклисуре имао је два сина Чоча и Дуку. Чоче је имао сина Марка.

## Марко Леко (1780-1832)
Марко Леко, син Чоча, а унук Марка Лека, рођен је у Влахоклисури а умро је 1832. у Цариграду. У Белој Цркви венчао се 1812. Аном, рођеном у Белој Цркви 1791. Ана Леко умрла је у Београду 1853.
Марко Леко је са Аном Леко имао сина Тому и кћерке Марију, Александру и Милеву.
- Тома Леко имао је деветоро деце.
- Марија Леко је била удата за др Ђорђа Ђорђевића, лекара. Њихов син је сан. пуковник др Владан Ђорђевић, председник министарског савета.
- Александра Леко је била удата за Стојана Николића.
- Милева Леко била је удата за Стевана Хаџи-Костића.

## Тома Леко (1814-1877)
Тома Леко (1814-1877) син Марка Лека био је ожењен Аспазијом Пешика (1833-1889), кћерком Дуке Пешике. Друга кћерка Дуке Пешике била је удата за Николу П. Кикија.
Тома и Аспазија Леко имали су деветоро деце Марка, Стефана, Михајла, Анку, Анастасију, Мару, Димитрија, Даницу и Зорку.
Тома Леко је био трговац, који по очевој смрти (Марко Ч. Леко) са својих осамнаест година преузео његову трговину и успешно водио и развијао посао, бавећи се мануфактором.

### Др Марко Т. Леко (1853-1932)
Проф. др Марко Т. Леко (1853-1932), хемичар, ректор Велике школе, академик, председник Црвеног крста, завршио је Политехничку школу у Цириху и докторирао код Виктора Мајера 1875. Краће време радио у Хофмановој лабораторији. Од 1884. до 1920. био је државни хемичар и управник Државне хемијске лабораторије у Београду (од 1904. до 1920.). Као редовни професор Велике школе био је њен ректор 1902/03 и 1903/04. Један од оснивача Српског хемијског друштва и његов председник од оснивања (1897) до 1907.
Марко Т. Леко (1853-1932), који је рођен и умро у Београду са Даницом Леко (1866-1951), кћерком Константина Антуле имао је Драгомира, Димитрија, Душана, Александра, Јована, Тому, Аспазију, Николу, Катарину, Љубицу.

#### Др Тома Леко (1884-1915)
Др Тома Леко (1884-1915) лекар, санитетски капетан, управник 6. резервне болнице. Умро је у Ваљеву 27. јуна 1915. по старом календару, сахрањен је у Ваљеву на новом војничком гробљу. Бавио се уметничком фотографијом.

#### Драгомир М. Леко (1898-1972)
Драгомир М. Леко (1898-1972), који је рођен и умро у Београду био је ожењен Стаменком М. Радојловић. Њихова деца су Марко, Милан и Јелена.
- Проф. др Марко Д. Леко, математичар, професор универзитета у Београду.
- Милан Леко.
- Јелена Леко.

Има потомства.

#### Димитрије М. Леко (1887-1964)
Димитрије М. Леко (1887-1964), архитекта, је са Љубицом Леко, рођ. Ж. Лазаревић (Шабац, 9/21. септ. 1899) имао кћерку Ану. Има потомства.

#### Душан М. Леко (1889-1922)
Душан М. Леко (1889-1922) је са Радулком Леко, рођ. М. Јанковић имао сина Тому и кћерку Радојку.
- Тома Д. Леко има кћерку у САД.
- Радојка је била удата за Бориса Белоусова. Имају кћерку.

#### Др Александар М. Леко (1890-1982)
Др Александар М. Леко (1890-1982) српски хемичар, декан Техничког факултета, председник Српског хемијског друштва од 1946. до 1955, његов почасни председник од 1956. Добио је и титулу почасног доктора Београдског универзитета 1975. Студирао је у Београду и Фрибуру (Швајцарска), где је 1921. одбранио докторску дисертацију. Био је професор Технолошко-металурушког факултета у Београду.
Александар М. Леко (1890-1982) је са Софијом Леко, рођ. Јанати из Темишвара имао Марка и Даницу.

##### Марко А. Леко
Марко А. Леко (1934 - 2001) је са Олгом Леко (1931-2000), рођ. Олић имао синове Александра и Андреју.
- Александар М. Леко (1966 - ) ожењен је Бојаном Леко, рођ. Јовановић, има ћерку Марију (1999 - ).
- Андреја М. Леко (1969 - ) ожењен је Иваном Леко, рођ. Богићевић.

##### Даница А. Леко
Даница А. Леко (1932 - 1995) није имала деце. Живела је и радила у Паризу где је и сахрањена.

#### Генерал Јован М. Леко (1892-1964)
Пешадијски бригадни генерал Јован М. Леко (1892-1964), краљев ађутант, двороуправитељ, завршио је 42. кл. Ниже школе и 23. кл. Више школе Војне академије. У ратовима 1912-1918. водник 4. чете 1. батаљона 7. пешадијског пука, водник у 3. батаљону Варадарског пешадијског пука, ађутант 1. батаљона 7. пешадијског пука 1. позива, командир 1. чете 1. батаљона 1. позива, командир митраљеског одељења 1. батаљона 7. пука (од 1916). После рата командир чете Краљеве гарде, командант 2. батаљона Краљеве гарде, ађутант краља (1934), двороуправитељ, командант пешадије Дунавске дивизијске области 1940. У Априлском рату командовао је здруженим саставом код Мркоњић града у једној од поселдњих борби југословенске војске. Одведен у заробљеништво где је остао да живи после рата. До Априлског рата становао је у Чика Љубиној бр. 10. Преминуо је у Вашингтону 1964. године.
Није имао деце.

#### Аџемовићи
Аспазија (1894-1993), кћерка Марка Лека, била је удата за Бранка Г. Аџемовића (1888-1962), дипломату. Њихова деца су Даница, Владимир и Миросанда.
- Владимир Аџемовић (1927-1990) био је ожењен Војиславом Гавриловић, кћерком Милана Гавриловића, министра, посланика у СССР и Јелене Цинцар-Јанковић. Има потомства у САД.
- Миросанда Аџемовић удата је за Џон Џеклин Џ. Амблер из Вирџиније у САД. Има потомства.

#### Јовановићи
Љубица (1902-1981), кћерка Марка Лека, била је удата за Александра Ј. Јовановића, родом из Доњег Милановца. Имали су Јована и Цвету удату за Александра Черне-а.
Има потомства.

### Димитрије Т. Леко (1864-1914)
Димитрије Т. Леко (1864-1914), син Томе Лека, архитекта и урбаниста. Највећи део свог живота провео је у иностранству: школовао се у Цириху, Ахену, Минхену. По повратку у земљу пројектовао је Палату Атина на Теразијама (1902), „Вучину кућу на Сави“ у Карађорђевој улици (1908), кућу породице Вучо у Делиградској улици (1893).
Димитрије Т. Леко је са Лепосавом Леко, рођ. Ђ. Марић (1871-1915) имао Милана (1895-1962), Марка (1897-1914), Ружицу и Аспазију.
- Милан Леко (1895-1962),
- Марко Леко(1897-1914)
- Ружица Леко (1903-1963) је била удата за Милана Баџака из Јагњила, који се води као нестао у Београду октобра 1944.
- Аспазија Леко (1893-1980) била је удата за Рихарда С. Верендорфа у Лозани 1919. Имали су две кћерке.

### Стевановићи
Анастасија Леко, кћерка Томе Лека удала се за Николу Д. Стевановића. Имали су четворо деце.

### Кумануди
Марија Леко (1860-1911), кћерка Томе Лека удала се за Алексу Куманудија (умро 1918). Имали су Димитрија, Аспазију, Атанасија.

#### Димитрије Кумануди (1895-1957)
Димитрије Кумануди (1895-1957) је са Драгињом М. Вујић (1894-1971) имао Александра, Владимира, Марију, Веру.
- Александар Кумануди. Има потомства.
- Вера. Има потомства.

### Миленковићи
Даница Леко, кћера Томе Лека, била је удата за Саву Ј. Миленковића (1858-1944) из Аранђеловца. Њихова кћерка Милева била је удата за Милана Д. Христића, а потом за Ивана Ј. Белића, а кћерка Зора за Светислава К. Милутиновића.
Нема потомства.

### Живадиновићи
Зорка Леко, кћерка Томе Лека била је удата за Живадина Живадиновића (1856-1920). Имали су Милана, Божидара, Јована, Александру, Милицу и Мару.
- Милан Живадиновић. Има потомства (у Француској).
- Божидар Живадиновић. Има потомства.
- Јован Живадиновић. Има потомства.
- Александра Живадиновић била је удата за Ђорђа К. Митеовић из Раче Крагујевачке. Има потомства.
- Милица Живадиновић била је удата за Анту И. Цетинеа, родом из Сплита.

## Ђорђевићи
Марија, кћерка Марка Лека била је удата за др Ђорђа Ђорђевића, лекара. Имали су синове Димитрија и Ипокрита и кћерку Милеву.
- Ипокрит (Владан) Ђорђевић

### Др Владан Ђорђевић (1844- 1930)
Санитетски пуковник др Владан Ђорђевић (1844- 1930), председник министарског савета (владе), министар просвете и вера и привреде, градоначелник Београда, сенатор и др, рођен је 21. новембра/ 3. децембра 1844 у Београду као Ипокрит Ђорђевић од оца Ђорђа Ђорђевића, београдског лекара и мајке Марије Ђорђевић, рођене Леко. Отац Ђорђе је српског порекла, а мајка Марија је кћерка Марка Лека и праунука Марка Лека из Влахоклисуре. У духу грчке културе и због очевог лекарског позива кум Коча Герман, дао је Владану на крштењу име Ипокрит (Хипократ), да би касније почео да користи „народније“ име Владан, као превод другог дела свог имена (кратија, гр. - владавина).
Др Владан Ђорђевић је са Паулином Ђорђевић, рођ. Битнер (1847-1915) из Беча имао Милана, Александра, Марију, Наталију, Љубомира /умро у 15 години у Турској где је Владан био посланик, 1896).

#### Милан Ђорђевић
Милан В. Ђорђевић, дипломата, рез. капетан 1. кл, отправник послова краљевског посланства Краљевине Србије у Цариграду. Као резревни официр (пешадијски капетан, командир 2. чете 4. батаљона, 3. пука Моравске дивизије 2. позива) истакао се у борбама за ослобођење Косова код Мердара, на Говедарнику и Битољу. Српска војска под његовом командом ушла је у Дубровник „довео је у Дубровник српску војску прву после Душанових оклопника“.

#### Александар Ђорђевић
Александар Ђорђевић имао је сина Владана Ђорђевића који је са Адријаном де Век имао сина Александра Ђорђевића, чији се син зове Шарл. Живе у Француској.

#### Властари
Марија Властари рођ. Ђорђевић била је удата за Димитрија Властарија. Венчали су се у Цариграду 1895. Имали су Константина, Владана, Софију, Паулину. Константин Властари је имао кћерку Аријану (има потомства). Владан Властари је имао сина Филипа. Софија Властари је са Георгом Јанкопулосом имала Дамианоса и Мару (има потомства).

#### Дероко
Наталија Дероко рођ. Ђорђевић је била удата за пуковника Владислава Ј. Дерока (1871-1944). Породица Дероко, односно Де Роко (De Rocco), пореклом је из Дубровника. Јован Дероко професор на Лицеју у Београду од 1850. године са Катарином Вуковић из Беча имао је синове дивизијског генерала Николу Дерока, Евжена, заменика директора Државних железница, Марка, војног ветеринара, пуковника Владислава Дерока, Драгутина, картографа.
Пуковник Владислав Ј. Дероко имао је са Наталијом Ђорђевић, кћерком санитетског пуковника др Владана Ђорђевића, синове Јована и Милана и кћерку Јоланду Паулину.
- Јоланда Паулина је била удата за Николу А. Поповића (1905-1993).
- Милан Дероко (1920-1992).
- Капетан Јован Дероко.

##### Капетан Јован Дероко (1912-1941)
Артиљеријски капетан Јован Дероко, рођен је у Крезоу у Француској 7/20. априла 1912. Завршио је генералштабну припрему. Био је четник, припадник ЈВуО генерала Драже Михаиловића. Погинуо је на Љубићу 7. новембра 1941. О његовој смрти говоре речи познате песме Над Краљевом жива ватра сева, односно Два Дражина момка.

## Николићи
Александра Леко, кћерка Марка Лека била је удата за Стојана Николића. Њихова деца су Марија, Софија и Катарина.

### Аћимовићи
Марија Аћимовић, рођ. Николић била је удата за Јована Ж. Аћимовића. Њихова деца су Живко, Милорад, Катарина и Лепосава.
- Живко Аћимовић (1866-1909) је са Круном Драгојловић имао кћерке Мару, Јелену и Наду. Мара је са Шукријом Куртовићем родом из Гацка, имала сина проф. др Хуснију - Бату Куртовића, проф. београдског универзитета. Јелена је била удата за Драгоша Адамовића, има потомства. Нада је била удата за Александра Дојчиновића.
- Милорад Аћимовић је са Јелисаветом Баћебић имо кћерке Љубицу, Дару, Катарину и Видосаву. Љубица је била удата (од 1914) за Митра С. Кнежевића из Трешњева (Црна Гора). Има потомства. Дара је била удата за Гаврила Ж. Чобића. Има потомства. Катарина за Жарка Николића, има потомства. Видосава за Милорада Живановића, има потомства.

### Стојисављевићи
Софија Стојисављевић, рођ. Николић била је удата за Николу Стојисављевића. Њихова деца су Милорад, Драгољуб и Светислав.
- Драгољуб Стојисављевић је са Зорком Томић имао Николу, Катарину удату Димић и Милицу удату Богдановић. Никола Стојисављевић је са Ангелином В. Марковић имао кћерку Милицу Пашић. Има потомства.
- Светислав је са Милицом Микијиновић имао две кћерке. Има потомства.

### Ристићи
Катарина Ристић, рођ. Николић (1846-1912) била је удата за Лазара Ристића (1839-1899). Имали су Милорада и Василија.

#### Милорад Ристић (1871-1956)
Милорад Ристић (1871-1956) је са Анђелком Владисављевић имао Ђорђа, Катарину и Косару.
Ђорђе Ристић је имао сина Милорада (син Ђорђе и ћерка Нена) и кћерку Анђелку (син Михајло). 

Катарина је била удата за Јосифа Михаиловића, има потомства.

##### проф. др Чедомир Симић (1896-1969), академик
Косара, кћерка Милорада Ристића је била удата за академика Чедомира Симића из Чумића, а њихово потомство су ћерка Зорица и син Павле.
Зорица је са примаријусом др Богданом Плећашом имала сина Илију и ћерку Светлану.
др Илија Плећаш, Институт за Нуклеарне науке у Винчи, кћерку Јасну и сина Николу.
Светлана Б. Плећаш са Зораном Петровићем има ћерке Ивану и Јелену.
Ивана са Милошем Вранићем има сина Матију.
Јелена са Владом Корићанцем, има ћерку Сару и сина Виктора.
Павле је са Надом имао ћерке Сању и Мирјану.
Сања са Данијелом Огризовић има синове Павла и Петра.
Мирјана са Петром Одавић има синове Милана и Јована.

#### Василије Ристић
Василије Ристић је са Мирославом Флорић имао два сина. Има потомства.

## Хаџи-Костићи
Милева, кћерка Марка Лека била је удата за Стевана Хаџи-Костића. Имали су кћерке Милеву и Даринку.

### Јовановићи
Даринка Хаџи-Костић била је удата за Милана С. Јовановића. Њихова деца су Стеван, Душан, Павле и Софија. Има потомства.

## Породичне куће и имања
Породица Леко имала је дућане, радње у Васиној улици.
Тома Леко је 1867. подигао је једноспратницу на углу Васине и Змај Јовине улице названу Кутулин хан, познату као и Златни анђео. То је била кафана и хотел од само једне собе. Касније породица Леко је становала у тој кући, која је од 1894. служила за издавање под закуп.

## Сродство
Породица Леко је у сродству са Куманудијима, Антулама, Пешикама, Радојловићима, посредно и Цинцар-Јанковићима и 
др.